# Cethosia lucina
Cethosia lucina är en fjärilsart som beskrevs av Hans Fruhstorfer 1905. Cethosia lucina ingår i släktet Cethosia och familjen praktfjärilar. Inga underarter finns listade i Catalogue of Life.